# Alfred Pampalon
Alfred Pampalon, né le 24 novembre 1867 à Lévis, Québec-Canada, mort à 28 ans le 30 septembre 1896 à Sainte-Anne-de-Beaupré, Québec.), est un prêtre rédemptoriste.

## Biographie
Alfred Pampalon est né le 24 novembre 1867 de l'union de Joséphine Dorion et d'Antoine Pampalon, constructeur d'églises ainsi qu'entrepreneur maçon, vivant dans la paroisse de Notre-Dame-de-la-Victoire à Lévis, au Québec. Sa maison natale est située au 42, rue Wolfe dans le Vieux-Lévis.
À 9 ans, il poursuit ses études au Collège de Lévis.
À l'âge de 17 ans, il est atteint d'une maladie pulmonaire. Sur la côte de Beaupré, existait un sanctuaire dédié à Sainte Anne. Tout l'entourage d'Alfred va y prier pour sa guérison, et celui-ci fait vœu de devenir prêtre s'il guérit.
Dès qu'il eut repris des forces, il partit en pèlerinage à Sainte-Anne-de-Beaupré, avec son chapelet à la main, et prie longuement au sanctuaire. Fidèle à son vœu, il devint prêtre le 4 octobre 1892. Les Rédemptoristes n'ayant pas encore de maison au Québec, le 22 juillet 1886, Alfred s'embarque pour l'Europe.
Ses supérieurs l'envoient à Mons en Belgique où il exerce son ministère en enseignant le catéchisme, visitant les malades. Il disait : « J'ai promis à ma Bonne Mère de devenir un saint ! Et ma confiance en elle me le fait espérer ! ». Il est reconnu pour sa vie de foi, douce et priante. Il écrit : « Ma manière de donner les missions, c’est de prier pour les âmes ». Il cherche sans relâche à devenir saint et à donner sa souffrance pour le salut d’âmes.
De plus en plus malade, on l’envoie à Saint-Jean-de-Beauplateau, dans la forêt des Ardennes.

## Retour au Québec
Son état de santé s'aggravant, ne pouvant plus assumer sa charge, après neuf ans d'absence, il revient au Canada, avec l'espoir que le climat de son pays le fortifiera. Il réintègre ainsi le monastère de Sainte-Anne-de-Beaupré, où il continue à exercer son ministère à la Basilique. Il y rend les services qu’il peut, mais la maladie gagne du terrain et il souffre énormément. Il refuse la prise de morphine. Il murmurait : « Ô bonne, ô douce, ô tendre Marie!... Venez me chercher... Je suis prêt à souffrir... jusqu'au jugement dernier... Mais... je désire vous contempler... ô aimable Marie... Venez me chercher... Miséricordieux Jésus..., ayez pitié de moi. » Il prie et lit sur la vie de saints.
Le 30 septembre 1896, après avoir entonné le Magnificat, il meurt, entouré de ses frères Rédemptoristes, un an jour pour jour avant sainte Thérèse de l’Enfant Jésus, à laquelle on l’a beaucoup comparé.
Son tombeau est situé dans la crypte de la Basilique Sainte-Anne-de-Beaupré. Rapidement, sa sépulture devient un lieu de pèlerinage. Les témoignages de guérisons physiques et spirituelles de personnes qui se rendaient sur sa tombe pour l'invoquer se multiplient. Les annales du sanctuaire Sainte-Anne-de-Beaupré en témoignent : « Les victimes des boissons alcoolisées et des stupéfiants semblent attirer l’attention spéciale et la pitié du Serviteur de Dieu. Les témoignages affluent de toutes parts… ».
Le 14 mai 1991, il est déclaré vénérable par le pape Jean-Paul II.

## Patronage
Alfred Pampalon est le patron des alcooliques et des toxicomanes.

## Galerie

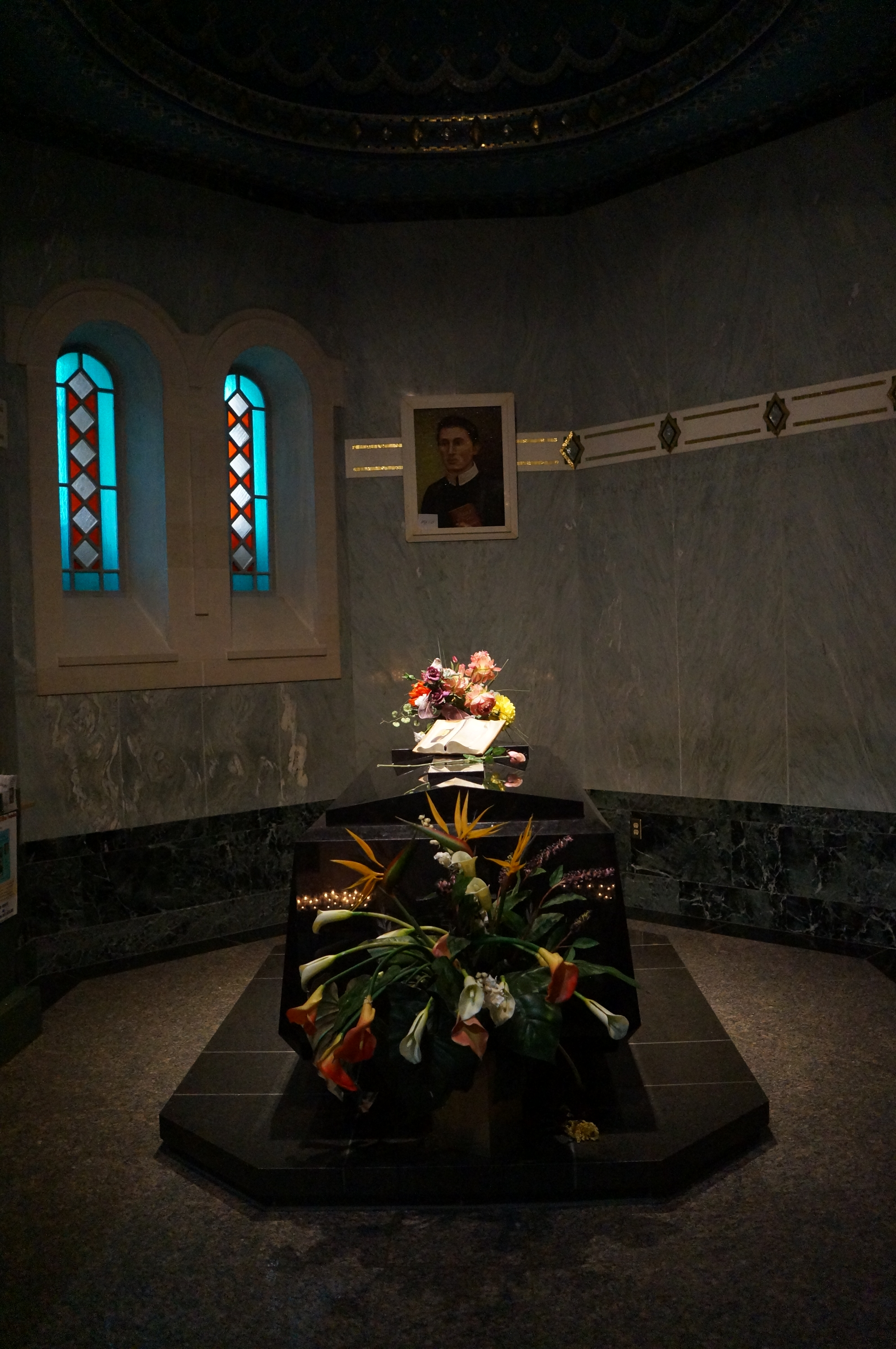
Tombeau du Père Alfred Pampalon dans la Basilique de Sainte-Anne-de-Beaupré
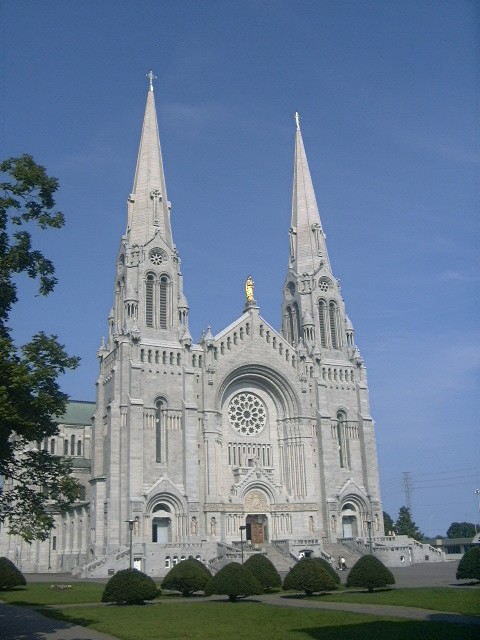
La Basilique Sainte-Anne-de-Beaupré

## Hommages
Une rue a été nommée Pampalon à sa mémoire dans la ville de Lévis.

## Sources
Archives de la Société d'histoire régionale de Lévis.